# 津島神社 (安八町東結)
津島神社（つしまじんじゃ）は、岐阜県安八郡安八町に鎮座する神社。
旧・安八郡東結村入方区の産土神である。

## 概要
浄土宗の寺院である天王山正明寺とは同じ境内である。
創建時期は不明。源頼光が美濃国国司として赴任した際、家臣の結勘太夫に命じて牛頭天王を祀り創建と伝わる。
建久元年（1190年）、源頼朝が上京の際、乗馬して牛頭天王の祠の前にさしかかると、突然馬が動かなくなってしまう。家臣に調べさせると先祖の源頼光に関わる祠であることがわかり、馬を下りて参拝。社殿の造営を命じ、社領を寄進したという。
天文年間に結城城主の日比野清実が社殿を再建するが、戦火で焼失。天正年間に堺の商人の大谷友三郎により再建される。
1919年（大正8年）に村社となる。

## 祭神
- 素盞嗚神

## 境内社
- 稲荷神社

## 主な神事
- 1月1日 - 元旦祭
- 1月第二日曜日 - 伊勢迎え・左義長
- 2月上旬 - 稲荷祭
- 3月上旬 - 新年祭
- 6月下旬 - 夏祭
- 7月中旬 - 天王祭
- 9月中旬 - 多度祭
- 10月中旬 - 御鍬祭
- 11月23日 - 新嘗感謝祭